# Злакуса
Злакуса је насеље у Србији у општини Ужице у Златиборском округу. Према попису из 2022. било је 610 становника.
У селу Злакуса се налази етно-парк „Терзића авлија“ који делимично представља музеј на отвореном и затвореном, а делимично туристичко-угоститељски објекат.
Мештани Злакусе су познати по грнчарству, па су основали Удружење лончара Злакуса. У селу се организује међународна колонија уметничке керамике. Такође, битни споменици у селу су : Споменик на Градини, Етно удружење „Завичај”, Спомен-парк „Вешала”. У Злакусу си одржавају разне манифестације, као што су : Сабор „Злакуса у песми и игри”, Јесен у Злакуси и Међународни ЕКО камп.

## Географски положај
Злакуса је смештена у долини реке Ђетиње, на њеној десној обали, испод Градине (931 m н.в), на пола пута између Пожеге (11 km) и Ужица (13 km). Налази се у центру троугла, приближно подједнако удаљеног од три главна града – Београд 185 km (Србија), Сарајево 185 km (БиХ) и Подгорица 215 km (Црна Гора). Прво веће насељено место је Севојно (7 km). Са престоницом Србије, село је повезано и пругом Београд-Бар и може се стићи путничким возом који стаје у самом селу. Из престонице и других градова може се стићи и брзим возом или међуградским аутобуским линијама до Ужица или Пожеге а одатле локалним аутобуским превозом до села. Злакуса се налази у богатом туристичком окружењу као што су планине Златибор (35 km) и Тара (60 km), Сирогојно (33 km), Мокра Гора са Дрвенградом и Шарганском осмицом (55 km), Гуча (36 km), Овчарско-кабларска клисура са својим манастирима и Овчар Бања (28 km) а ту су и река Дрина (48 km), Дивчибаре (50 km), Кадињача (27 km).

### Мапа села
Постојећи садржај:
- основна школа "Алекса Дејовић" Севојно, одељење у Злакуси (1—4 разред)
- спортски терен за кошарку, мали фудбал, рукомет
- локално аутобуско стајалиште Ужице-Пожега
- аутобуска окретница за линију Ужице-Злакуса-Ужице
- железничко стајалиште – пруга Београд-Бар
- споменици – спомен-парк "Вешала",споменик ГРАДИНА, спомен-плоче и чесме
- маркиране пешачке стазе – 60 km-
- прехрамбено/трговинске радње – 3лакушанка, Фортуна, Вожд
- угоститељски објекат – Терзића авлија
- музеј – Терзића авлија
- летња позорница – Терзића авлија
- продавница сувенира – Терзића авлија
- камп за планинаре – Терзића авлија
- Интернет кафе – Терзића авлија
- смештајни капацитети у селу – 50 лежаја
- фризерски салон – 1
- грнчарска домаћинства – 18
- сеоска гробља – 3
- сушара за сушење воћа и лековитог биља – 1
- рибњак са пастрмкама – 1
- печењара за услужно печење – 1
- радионица за израду народне ношње – 1
- ловачка кућа ( у изградњи) – 1
- галерија са сталном поставком слика – 1
- полетилиште за параглајдере – 2
- маркиране пешачке стазе (кружне) – 60 km

Садржаји у фази пројеката и формирања:
- спа центар – 1
- трим и бициклистичка стаза – 766 м
- библиотека – Терзића авлија[5]

## Демографија
У насељу Злакуса живи 569 пунолетних становника, а просечна старост становништва износи 40,8 година (40,1 код мушкараца и 41,5 код жена). У насељу има 205 домаћинстава, а просечан број чланова по домаћинству је 3,39.
Ово насеље је великим делом насељено Србима (према попису из 2002. године). Становништво Злакусе је највећим делом српско и православне исповести ( на попису из 2002. Године 691 се изјаснило као Срби, 1 као Бошњаци а 2 није познато), делом досељено из Црне Горе (са Дурмитора), делом из Херцеговине (залеђа Дубровника), током 19. века.
Најбројније фамилије су Тешићи, Никитовићи, Шуњеварићи, Терзићи, Глишићи, Савићи, Станкићи ... а слави се Ђурђевдан, Ваведење, Лучиндан, Ђурђиц, Никољдан, Аранђеловдан, Савиндан, Томиндан ... док је сеоска преслава Друга Света Тројица.

Од 1948. године је приметан стални пораст становника до 1991. а од тада благи пад ( 1948 – 586 становника, 1953 – 615 становника, 1961 – 629 становника, 1971 – 642 становника, 1981 – 705 становника, 1991 – 731 становник, 2002 – 694 становника) што је иначе последица све мањег прираштаја у Србији. Највећи број становника је између 45 и 49 година, а најмање оних изнад 80 година старости. Индекс демографског старења креће се у распону од 0,2 (1961) до 0,6 (1991) – највише становника је чије је брачно стање ожењен/удата.
За Злакусу се каже да није од оних села која одумиру већ село које живи и село где млади настављају да живе и након завршеног школовања. Након Другог светског рата услед велике неписмености становништва која је посебно владала у селима (нарочито женске популације) предузети су аналфабетски течаји са циљем што бржег описмењавања одраслих што је био и случај са женама у Злакуси. Данас у селу живи приличан број факултетски образованог становништва као и оних са вишом стручном спремом што свакако доприноси убрзаном развоју села са почетка 21. века а тим пре што су исти и активни у јавном, друштвеном, културном, спортском и привредном животу Града Ужица.
|  |

| Демографија | Демографија | Демографија |
| Година      | Становника  | Становника  |
| ----------- | ----------- | ----------- |
| 1948.       | 586         |             |
| 1953.       | 615         |             |
| 1961.       | 629         |             |
| 1971.       | 642         |             |
| 1981.       | 705         |             |
| 1991.       | 731         | 731         |
| 2002.       | 694         | 699         |

| Етнички састав према попису из 2002.‍ | Етнички састав према попису из 2002.‍ | Етнички састав према попису из 2002.‍ | Етнички састав према попису из 2002.‍ | Етнички састав према попису из 2002.‍ |
| ------------------------------------ | ------------------------------------ | ------------------------------------ | ------------------------------------ | ------------------------------------ |
|                                      |                                      |                                      |                                      |                                      |
| Срби                                 | Срби                                 |                                      | 691                                  | 99,56%                               |
| Бошњаци                              | Бошњаци                              |                                      | 1                                    | 0,14%                                |
| непознато                            | непознато                            |                                      | 2                                    | 0,28%                                |

| Година пописа     | 1948. | 1953. | 1961. | 1971. | 1981. | 1991. | 2002. |
| ----------------- | ----- | ----- | ----- | ----- | ----- | ----- | ----- |
| Број домаћинстава | 112   | 119   | 134   | 116   | 189   | 216   | 205   |

| Број чланова      | 1  | 2  | 3  | 4  | 5  | 6  | 7 | 8 | 9 | 10 и више | Просек |
| ----------------- | -- | -- | -- | -- | -- | -- | - | - | - | --------- | ------ |
| Број домаћинстава | 30 | 50 | 25 | 45 | 25 | 26 | 4 | 0 | 0 | 0         | 3,39   |

| Пол    | Укупно | Неожењен/Неудата | Ожењен/Удата | Удовац/Удовица | Разведен/Разведена | Непознато |
| ------ | ------ | ---------------- | ------------ | -------------- | ------------------ | --------- |
| Мушки  | 314    | 92               | 196          | 16             | 7                  | 3         |
| Женски | 287    | 41               | 201          | 36             | 7                  | 2         |
| УКУПНО | 601    | 133              | 397          | 52             | 14                 | 5         |

| Пол    | Укупно                    | Пољопривреда, лов и шумарство | Рибарство                            | Вађење руде и камена | Прерађивачка индустрија       |
| ------ | ------------------------- | ----------------------------- | ------------------------------------ | -------------------- | ----------------------------- |
| Мушки  | 151                       | 9                             | 0                                    | 0                    | 112                           |
| Женски | 80                        | 9                             | 0                                    | 0                    | 32                            |
| УКУПНО | 231                       | 18                            | 0                                    | 0                    | 144                           |
| Пол    | Производња и снабдевање   | Грађевинарство                | Трговина                             | Хотели и ресторани   | Саобраћај, складиштење и везе |
| Мушки  | 1                         | 8                             | 7                                    | 2                    | 2                             |
| Женски | 0                         | 1                             | 10                                   | 5                    | 0                             |
| УКУПНО | 1                         | 9                             | 17                                   | 7                    | 2                             |
| Пол    | Финансијско посредовање   | Некретнине                    | Државна управа и одбрана             | Образовање           | Здравствени и социјални рад   |
| Мушки  | 1                         | 2                             | 3                                    | 1                    | 1                             |
| Женски | 0                         | 1                             | 1                                    | 3                    | 18                            |
| УКУПНО | 1                         | 3                             | 4                                    | 4                    | 19                            |
| Пол    | Остале услужне активности | Приватна домаћинства          | Екстериторијалне организације и тела | Непознато            | Непознато                     |
| Мушки  | 0                         | 0                             | 0                                    | 2                    | 2                             |
| Женски | 0                         | 0                             | 0                                    | 0                    | 0                             |
| УКУПНО | 0                         | 0                             | 0                                    | 2                    | 2                             |

## Село током историје

### Период римског царства
Најстарији трагови живота у данашњем селу потичу из доба Римљана, мада су нађени и неки докази у Потпећкој пећини о боравку човека још у доба неолита. Илирска племена са ових простора потискују келтска племена а у првом веку н.е. ова подручја освајају Римљани и припајају провинцији Далмацији. Постоје докази да је на данашњој највишој тачки села, Градини, са које се пружа поглед на 360 степени, постојала нека врста римског утврђења са кога се осматрао и штитио римски пут. У прилог томе иде чињеница и само постојање старог турског (римског) моста на речици Дервенти, надомак Злакусе што указује да су уистину том трасом пролазили поменути друмови. Римске некрополе постоје и у селу Узићи које се граничи са Злакусом а у близини, данашњем селу Висибаба, крај Пожеге постојала је највећа римска муниципија у овом крају.

### Период Византије и прве српске државе
За време византијске владавине помиње се између осталих и град Дресник, у близини Ужица што највероватније упућује на Дрежник, односну Дрежничку Градину, у Злакуси.
Овај крај насељен је Словенима када и остали делови Србије а улази у састав прве српске државе коју је основао кнез Часлав у првој половини 10. века а потом половином 12. века, успостављањем српске државе Стефана Немање, улази у њен састав. Када је Свети Сава 1220. године, поред осталих, основао и Моравичку епархију са седиштем у Ариљу, она је обухватила и овај крај. После предаје престола краља Драгутина брату Милутину, Драгутин задржава ужички крај за себе и у том периоду подиже своје задужбине цркву у Ариљу и манастир Рачу, а између њих је село Злакуса. Највећи процват овај крај је доживео за време цара Душана а након његове смрти у овом делу Србије се осамостаљује српски властелин Никола Алтомановић са седиштем у Ужицу. Он је знатно проширио своју територију угрозивши Дубровник, босанског бана Твртка и кнеза Лазара, тако да њих двојица удруженим снагама свргавају Николу Алтомановића и од тада, па све до пада под турско ропство, овај крај је у саставу државе кнеза Лазара и његових наследника.

### Период турске владавине
Развој овог краја зауставило је турско освајање, почев од 1459. године, од када се српско становништво сели или исламизира, а муслиманско досељава. У 17. веку овај крај поново доживљава процват, док ратови између Аустрије и Турске изазивају велика разарања и пустош а потом тежак положај српског народа почетком 19. века проузроковао је Први српски устанак 1804. године тако да овај крај све до Другог српског устанка (1815. године) прелази из руку у руке између српских устаника и турске власти. Након тога сам град Ужице се опоравља од ратних разарања и тридесетих година 19. века је седиште нахије и после Београда највећи град у Србији. Од 1862. године, после нових заоштрених сукоба Турци се селе из ужичког краја. Први писани трагови и помени становника села потичу из пописа из друге половине 19. века. Сам назив села потиче из времена турске владавине. Наиме, некадашњим римским путевима касније пролазили су турски каравани. На једној коси у атару села, караване су сачекивали Хајдуци и пресретали Турке па од те косе Турци зазираше те је и назваше ЗЛА КОСА. Временом је „о“ прешло у „у“ и остало је име села ЗЛАКУСА.
Након ослободилачких ратова од Турака (1875-1878) и балканских ратова (1912—1913) крај је коначно ослобођен турске владавине. Велики број мештана Злакусе био је мобилисан за завршне битке за ослобођење а у саставу Дринске дивизије првог позива, Дринске дивизије другог позива и Јаворске војске.

### Први светски рат
Само годину дана после завршетка балканских ратова, још неопорављена и исцрпљена Србија је била приморана да уђе у нови рат – Први светски рат, са моћном Аустроугарском монархијом. Поново, велики број мештана Злакусе улази у састав Ужичке војске, која је учествовала у највећим и најпознатијим биткама у том рату. Велики број мештана је страдао у тим биткама или при повлачењу преко Албаније, у саставу Прве армије. Преживели су учествовали као борци Дринске дивизије, у одлучујућим биткама на Солунском фронту и Кајмакчалану, а потом су до 1920. године остали у Караванкама штитећи новонасталу државу, Краљевину СХС. Неки мештани села, преживевши овај сурови рат, били су носиоци Албанске споменице. У периоду Краљевине Југославије посебно познати и учени људи у селу били су из фамилије Терзић (Милутин Терзић – после школовања у Москви постао професор на краљевској Академији, Видоје Терзић – страдао у логору на Бањици...) и Павловић (Бранислав, страдао за време Другог светског рата).

### Други светски рат
Други светски рат је такође био трагичан по мештане села. 18. августа (Дан МЗ Злакуса) 1941. године, на врху Градина, одиграо се први оружани сукоб између Немаца и Албанаца, са једне стране и партизана са друге стране, а који је претходио нешто каснијем формирању прве слободне територије у Европи-Ужичке Републике. После те битке Немци су сишли низ село и у знак одмазде купили мушке становнике. Између осталог, упали су и у данашњу Терзића авлију, где је у то време радила прва сеоска школа (од 1939. до 1946. године). Као учитељ у школи је радио Народни херој Петар Радовановић, по коме Дом ученика у Ужицу носи име и тада је већ био у партизанима. Како су после претреса његове собе Немци нашли забрањену комунистичку литературу одвели су из Терзића авлије, Гвоздена Терзића, носиоца Албанске споменице као учесника 1. светског рата и оба балканска рата и његовог синовца, младића од 18 година, потом стрељали и обесили са осталих 16 мештана на самом уласку у село. Данас на том месту стоји споменик у облику вешала који подсећа на тај трагични дан. На истом месту, две године касније, приликом преласка Друге пролетерске бригаде (у чијим редовима је било и бораца из овог села) из Босне, партизани су минирали и пресекли пругу и сачекали немачку композиција, при чему је дошло до окршаја у коме је смртно рањен Народни херој Миодраг Миловановић Луне, чија спомен-плоча се налази изнад самог магистралног пута у шуми.

### Послератни период комунизма и социјализма
Послератни период обнове оживео је ужички крај, нарочито изградњом привредних објеката као што су Ваљаоница бакра и алуминијума у Севојну и Први партизан у Ужицу јер највећи број мештана села Злакусе се запошљава у њима. Некад сиромашно село грнчара почиње убрзано да напредује изградњом моста преко реке Ђетиње и његовим бољим повезивањем са данашњим магистралним путем Београд-Ужице а убрзо кроз село пролази и пруга Београд-Бар.

### Након распада Југославије
Тешка ситуација проузрокована ратним дешавањима приликом распада последње Југославије, економска криза и санкције, крајем 20. века окрећу мештане више ка пољопривреди (узгајању малина, купина, шљива, цвећа...), оживљавању старог грнчарског заната који је био пред замирањем а почетком 21. века и ка убрзаном развоју туризма, након пуштања за туристичке посете Етно парка Терзића авлија и поновног отварања Потпећке пећине за туристе. Село добија статус Месне заједнице, излазећи из месне заједнице у којој је било укупно 5 села. Можда у најтежим тренуцима у историји села, ово село почиње да живи новим животом... ова два туристичка објекта и злакушка грнчарија доводе велики број туриста у село, оживљавају исто и крећу путем новог развоја села ослоњеног на рурални туризам – отварају се угоститељски објекти у селу и околини, формирају се нова сеоска туристичка домаћинства, прехрамбено-трговинске радње, рибњаци, уређује постепено инфраструктура села и сигурно да је Злакуса у 21. век ушла са једним новим осмишљеним садржајима који ће је наредних деценија популаризовати на светском туристичком тржишту. Захваљујући тим резултатима, доношењем генералног урбанистичког плана Града Ужица Злакуса управо добија статус локације значајне за развој Града када је у питању туризам и представља источну туристичку тачку територије Града.

## Легенда о имену села
Постоји неколико прича и легенди о томе како је село добило име. Једна од њих која се најчешће чује и која има највише аргумената потиче још из времена Турака.
Наиме, делом територије данашњег села пролазили су турски каравани, утабаним римским путевима а пуни робе и дуката, што је увек привлачило пажњу хајдука. Управо, најзгодније и омиљено место хајдуцима за препад на пролазеће караване била је једна коса (превој) у данашњем атару села. Пошто су напади на турске караване на том месту учестали управо приликом преласка преко те косе, Турци, зазирући управо од тог места назваше ту косу по злу, односно зла коса. Временом, тај назив се устали и код самог народа које је настањивало тај део нахије и опет, временом, приликом изговора и непрецизног тумачења дошло је до преласка гласа "о" у глас "у" и одатле данашњи назив села ЗЛАКУСА.
По другој легенди на територији данашњег села постојао је један хан где су турски каравани правили предах путујући из Цариграда ка Дубровнику. Пред тим ханом их је увек дочекивало једно куче лајући на коње, зло и кусо како су га Турци описивали и дадоше име целом селу по том кучету.

## Споменици у селу
Злакуса, као и цео ужички крај, није била поштеђена ратних дешавања током бурне прошлости тако да у свом селу има неколико споменика који сведоче о догађајима и људима из различитих периода историје села. Споменици у селу су:
- Споменик на Градини – налази се на самом врху Градина (931 m н.в. – највиша тачка села). Споменик је сазидан од камена које се налазило на самој Дрежничкој Градини. Подигли су га чланови Савеза бораца НОР-а среза титовоужичког 7. јула 1950. године а обновило га је Удружење савеза бораца НОР-а села Дрежника 7. јула 1976. године. Споменик је у облику пирамиде и на самом врху има петокраку. Посвећен је погинулим припадницима Прве ужичке партизанске чете у оружаном сукобу са немачким војним снагама припомогнутим њиховим сарадницима (шиптарским одредом). Са места где је споменик подигнут пружа се јединствен поглед под 360 степени на целу околину: врхове Златибора, долину Рзава и села Роге и Дрежник са једне стране, односно на врхове Овчара, Каблара, Јелове Горе, панораме Севојна, Пожеге, Злакусе и долину реке Ђетиње, са друге стране. На овом месту уређено је и полетилиште за параглајдере а Етно парк "Терзића авлија" маркирао је и стазе од центра села до споменика тако да је овај врх омиљена дестинација за сва планинарска друштва која долазе у Злакусу и околину.

У бици на Градини, 18. августа 1941. године погинули су: Народни хероји Милан Мијалковић Чича и Исидор Иса Барух, као и пет бораца: Олга Ђуровић, Љубиша Веснић, Милорад Перишић, Радоје Раде Стефановић и Радосав Богићевић.
- Спомен-парк "Вешала" – налази се на уласку у село, са леве стране пута, непосредно поред железничког стајалишта а пре моста на Ђетињи. Споменик у облику дрвених вешала посвећен је жртвама Другог светског рата, мештанима села који су у знак одмазде, после битке на Градини, 18. августа 1941. године стрељани а потом и обешени на том месту од стране Немаца и њихових сарадника. Том приликом је изгубило животе 18 невиних житеља села Злакусе и један из суседног села Дрежник. Споменик је подигнут почетком деведесетих година 20. века а 18. август, дан када је 18 мештана села страдало обележава се данас као Дан МЗ Злакуса.

На овом месту страдали су мештани села: Марић Велимир, Никитовић Живан, Миливоје и Миленко, Спасојевић Бориша, Миладин, Милован и Петко, Терзић Гвозден и Милисав, Тешић Милан, Милосав, Милија, Периша, Радоје, Слободан и Тиосав, Шуњеварић Миливоје ( сви из Злакусе), као и Пауновић Драгомир из Дрежника.
- Спомен-плоча палим мештанима села у рату 1941-1945. године – налази се на објекту некадашње продавнице "Градина" а данас објекту маркета "Вожд" у центру села. Плоча је подигнута 29. новембра 1958. године од стране ООСКЈ и породица страдалих а на плочи се налази, поред имена 18 мештана стрељаних 18. августа 1941. године после битке на Градини, још 12 имена становника села који су били жртве Другог светског рата: Павловић Бранислав и Радиша, Божић Лука и Бориша, Глишић Милош, Ивановић Будимир и Јован, Терзић Видоје, Радисављевић Миодраг, Станкић Стаменко, Шуњеварић Предраг и Љубиша.
- Спомен-плоча Народном хероју Миодрагу Миловановићу Луну – налази се изнад самог магистралног пута Београд-Ужице, у шумарку преко пута железничког стајалишта у Злакуси. Подигнута је у знак обележавања места где је смртно рањен Народни херој Миодраг Миловановић Луне, 27. априла 1944. године, у окршају са немачким војницима који су били у пратњи оклопног немачког воза а приликом минирања пруге и заседе коју су направили борци Друге пролетерске бригаде. Луне је погинуо у својству заменика команданта Друге пролетерске бригаде приликом њеног преласка из Босне за Србију, на корак од свог родног села. Спомен-плочу подигао је колектив Ужичке Гимназије, која носи име по овом Народном хероју, 27. априла 1978. године. Са друге стране магистрале, у спомен-парку "Вешала" постављене су и шине уског колосека које симболично представљају део старе пруге којом је саобраћао некад популарни воз "Ћира" а која је тога дана била минирана од стране партизана.
- Остали споменици – из периода Другог светског рата постоји и спомен-плоча на имању Ивановић у помен страдалим укућанима који су запаљени у кући од стране окупатора. Спомен-плоча на бунару у Терзића авлији посвећена је Терзић Гвоздену, Миливоју и Милисаву а постављена је приликом подизања бунара 1953. године од стране Терзић Милована, Славке и Јованке. Од споменика страдалим житељима села пре Другог светског рата сачувани су само надгробни споменици у три сеоска гробља.

Поред ових најзначајнијих споменика у селу има још неколико споменика новијег датума. У Терзића авлији се налазе два споменика израђена од дрвета у природној величини. Први је од јасеновог дрвета и представља Гвоздена Терзића из периода балканског рата (Гвозден је изградио данашњу Терзића авлију, био учесник оба балканска рата и носилац Албанске споменице, на његовом домаћинству почела је да ради и прва сеоска школа, али доживео је трагичну судбину да га Немци одведу 1941. године са кућног прага са својим синовцем Милисавом, младићем од 18 година, стрељају и обесе на уласку у село). Други, од ораховог дрвета, представља први споменик злакушким грнчарима, урађен је по лику грнчара Видосава Терзића са најстарије сачуване фотографије на којима су два брата грнчара из фамилије Терзић. Оба ова споменика су рад дрводеље Миладина Лекића из села Шљивовица а направљени су 2005. године. У селу има и неколико спомен-чесми из 20. века а један од најновијих споменика је споменик злакушком лонцу који је постављен на уласку у село 2012. године и поклон је Удружења лончара Злакуса (рад мајстора грнчара Сарван Борка).

## Хронологија села
Почетак 20. века – Село је било Општинско место (Општина Потпећ) са судом, амбарима, локалном управом ... основно занимање пољопривреда-сточарство, грнчарија... 72 домаћинстава, 385 становника.
1939 – Почела са радом прва сеоска школа на домаћинству Гвоздена Терзића (данашња Терзића авлија).
1941 – После битке на Градини, највишој тачки села, Немци су стрељали а потом и обесили на уласку у село 19 сељака, од којих 18 мештана села Злакусе, као знак одмазде.
1954 – Почела са радом Ваљаоница бакра у Севојно у којој се запошљава велики број становника села.
1956 – Почињу миграције становника са брда према пољу.
1960 – Електрификација села, купљен први трактор у селу...
1963 – Побољшава се материјално стање становништва, већи број становника ради у фабрикама (Ваљаоница, Први партизан...), у селу постоји 6 грнчарских домаћинстава...
1966 – Направљена нова зграда за школу ( до тада школа радила у сеоским домаћинствима, приватним објектима просторији земљорадничке задруге), подигнут споменик на врху Градина (највишој тачки села)...
1968 – Урађен први локални сеоски водовод.
1975 – Решено питање квалитетног бетонског моста преко реке Ђетиње (село се отворило и постало приступачније за моторизована возила, до тада се за прелаз преко реке користиле дрвене платице), први асфалтни пут у селу, у два одељења четвороразредне школе 39 ученика.
1976 – Пуштена у саобраћај пруга Београд-Бар која је кроз село прошла трасом раније пруге уског колосека која је саобраћала од Београда ка Сарајеву.
1978 – у селу постојало 200ha засада шљиве.
1980 – почиње експанзија у гајењу малина и значајни прихода од исте.
1983 – уводе се први телефони у селу, постављен споменик „Вешала“ у спомен-парку у селу...
1984 – уведена јавна расвета у селу, већи део путева асфалтиран.
1985 – уведена директна аутобуска линија Ужице-Злакуса-Ужице, урађен спортски терен у селу...
1990 – Урађена комасација и уређење речног корита реке Ђетиње кроз село.
1991 – Почело са радом прво приватно предузеће у селу, већи део становника села остаје без посла у великим предузећима и окреће се пољопривреди и привређивању у селу на својим домаћинствима, у селу је по попису 216 домаћинстава, 731 становник...
1992 – Одржана прва спортско културно-уметничка манифестација Јесен у Злакуси.
1994 – Почела са радом прва Међународна колонија уметничке керамике у Злакуси, почело веће интересовање за стари грнчарски занат и почињу млађе генерације да се баве грнчаријом, отворено железничко стајалиште за путнички воз у селу...
1996 – Асфалтирани сви путеви у селу и проширена јавна расвета на цело село, уведен градски водовод...
2001 – Постављен ТВ репетитор на Градини.
2005 – Почео са радом Етно парк „Терзића авлија“ и основано Етно удружење „Завичај“ чије су прве активности биле фарбање ограде моста на реци Ђетињи, урађен званичан сајт села...
2006 – Основано Удружење лончара Злакуса, Одржан први Сабор Злакуса у песми и игри, Етно парк Терзића авлија маркирао 60 km пешачких стаза кроз Злакусу и околна села...
2007 – Урађена канализација у селу и постављен биопречистач воде, отворена галерија Василија Терзића, почела категоризација пољопривредних газдинстава за сеоски туризам, село посетио Министар финансија РС (Динкић) и министар за капиталне инвестиције РС (Илић)...
2008 – село има 20 грнчарских домаћинстава, под малином 17ха, под шљивом 50ха, 12 категорисаних домаћинстава за бављење сеоским туризмом, 10 регистрованих предузећа и 20 самосталних радњи, запослених ван села 15%, 50 интелектуалаца који живе у селу и одлазе да раде у град, Терзића авлија добила највише признање за развој сеоског туризма у Србији (Туристички цвет)...
2009 – Основан параглајдинг клуб „Злакушки соко“, уређена места за полетилиште за параглајдере и одржан први ревијални куп у параглајдингу, кроз село прошло 8000 домаћих и страних туриста, одржан први Међународни еко-камп, село посети амбасадор Русије у Србији (Конузин)...
2010 – Етно парк Терзића авлија и Етно удружење „Завичај“ обновили железничко стајалиште у селу и уредили туристичку сигнализацију, спроведени јавни радови на крчењу обала реке Ђетиње, постављене табле добродошлице у село, делом маркираних пешачких стаза пројектована траса дела европског пешачког пута Е-7, формиран режијски одбор за изградњу цркве у Злакуси, село посетио Министар културе РС (Брадић).
2011– Жене из села обучене за израду народне ношње у оквиру Етно удружења „Завичај“, главна саобраћајница кроз село пресвучена новим асфалтом непосредно до Потпећке пећине, формиран четворочлани Савет за развој села, село посетио Министар Културе РС (Марковић).
2012– Етно парк Терзића авлија и Етно удружење „Завичај“ кроз јавне радове уредили спомен-парк „Вешала“ и украсили мост на Ђетињи грнчарским лонцима са цвећем, обновили стубове јавне расвете и расвету, МЗ уредила део корита Шуњеварића потока у центру села, Злакусу посетио амбасадор Републике Француске у Србији (Франсоа Гзавије ДЕНИО) и амбасадорка САД у Србији (Мери Ворлик), злакушки грнчарски занат уврштен у ужи избор за заштиту нематеријалног културног наслеђа од стране УНЕСК-а.

## Грнчарија
Злакуса је свакако најпознатија по старом грнчарском занату које је у овом селу заступљено више од три века. Специфичност злакушке грнчарије се огледа у томе што се земљано посуђе израђује од два природна материјала – земље (глине, тзв „гњиле“) и камена (минерала калцита, тзв. „врсте“), који се мешају у односу 1:1, оригиналном технологијом израде зидањем на ручном колу а производи су се до скора пекли на отвореној ватри. Сам калцит даје чврстину посуђу, отпорност на високе температуре, посебну арому јелима која се спремају у овом посуђу а како су сами материјали потпуно природни каже се да је храна спремана у оваквом посуђу најукуснија и најздравија па је устаљен други назив за злакушку грнчарију – СРПСКИ ЦЕПТЕР.
Посебна занимљивост за злакушку грнчарију је да ни једне од две поменуте сировине нема у Злакуси – „врста“ се вади и допрема из суседног села Рупељева а глина из села Врањани (код Пожеге) које је удаљено скоро 30 km од Злакусе, док ни у једном од ова два села где има сировина никад се нико није бавио грнчарским занатом.
Данас, у Злакуси активно ради 18 грнчарских домаћинстава и неколико њих с времена на време, сезонски, тако да број становника који се бави овим старим занатом се креће око 40 јер је случај да се у једној породици израдом земљаног посуђа бави по 2-3 особе. Грнчари Злакусе, или лончари, како сами себе називају окупљени су и око својих удружења – Удружење лончара Злакуса и новије Удружење злакушка грнчарија.
Чланови Удружења лончара су отишли корак даље и заштитили су своје производе заштитним знаком „З“ који указује да је земљана посуда урађена по технологији старој преко три века – од тачно предвиђеног односа две поменуте сировине и на ручном колу, што је гарант квалитета злакушог посуђа.
Визија Етно удружења „Завичај“, Етно парка „Терзића авлија“ и Удружења лончара „Злакуса“ је да село Злакуса постане престоница грнчарије на Балкану. С тим циљем је покренут и сајам грнчарије – ЛОНЧАРИЈАДА у склопу манифестације Јесен у Злакуси, у оквиру кога се окупљају грнчари из разних крајева Србије и окружења, размењују своја искуства и оквиру округлих столова на тему могућности грнчарског заната, излажу своје производе и на тај начин презентују различитост материјала и саме технике израде грнчарских производа. Последњих година се спроводе бројне активности које воде ка уређењу села у духу старог грнчарског заната, што доликује свакој престоници.
Поред употребних посуда злакушка грнчарија је нашла и примену у уметности кроз Међународну колонију уметничке керамике која се у селу одржава непрекидно већ две деценије и кроз израду сувенира.

## Панорама села
Село Злакуса посматрано из птичије перспективе има облик венца пошто је са свих страна окружена брдима. Гледајући из правца суседног села Горјани, са магистралног пута Београд-Ужице, злакушко поље и село Злакуса је оивичена Рупељевском стеном на североистоку, врховима Врањаче на истоку, Јоцовим брдом на југоистоку, венцима и вододелницом Градине на југу и Чолским вратима на југозападу. Са северне стране се налазе највиши делови села Горјани. Из тог разлога Злакусе је богата са прелепим видиковцима са којих се пружају јединствени погледи на поједине засеоке као и шире окружење.
Са највише тачке села (Градина, 931 m н.в.) пружа се на пример величанствен поглед под 360 степени, на врхове Златибора и долину реке Рзава са једне стране, односно на Овчар, Каблар, пожешку котлину, панораму Севојна и Јелову Гору, са друге стране. Зато је Злакуса, након маркирања пешачких стаза од стране Етно парка "Терзића авлија" постала откриће за многа планинарска друштва широм Србије и Европе, и зато је вододелницом изнад села прошла и траса новопројектованог Европског пешачког пута Е-7.
Једино по правцу североисток запад село је отвореном долином реке Ђетиње која га спаја са пожешком котлином са једне стране, односно потпећким пољем са друге стране, у ком правцу се пружа и траса пруге Београд-Бар и магистралног пута.

## Етно удружење „Завичај“
Основано је 2005. године у Етно парку „Терзића авлија“ ( које се налази у селу Злакуса, надомак града Ужица – западна Србија), где је и седиште овог удружења а броји преко 200 чланова који раде у неколико Сектора:
- Сектор фолклора за децу (дечији и омладински фолклорни ансамбл, дечија женска и мушка певачка група, дечији народни оркестар, дечија фрулашка група, вокални солисти, школе фолклора).
- Сектор фолклора за одрасле (изворна фолклорна група ветерана, женска и мушка певачка група, трубачки оркестар).
- Сектор за старе занате (грнчарска секција, ткачка секција, израда ношње).
- Сектор за екологију (планинарска и еко секција).
- Сектор за књижевности и уметност (сликари, књижевници).
- Сектор за рурални туризам (категорисана сеоска туристичка домаћинства).

Етно удружење Завичај је организатор Сабора „Злакуса у песми и игри„, традиционалног Ускршњег концерта, Српског прела, Међународног еко-кампа, један од суорганизатора манифестације „Јесен у Злакуси„, као и бројних других културних дешавања у Злакуси, Ужицу и златиборском округу.

## Манифестације

### Злакуса у песми и игри
Сабор изворног стваралаштва матице и дијаспоре “Злакуса у песми и игри“ одржава се традиционално од 2006. године, у Етно парку Терзића авлија, почетком јула (око Ивањдана). Траје три дана.
Први дан је вече са вокалним солистима који изводе старе српске песме у пратњи оркестра. Други дан је сабор изворних певачких група и инструменталиста на народним инструментима, који је такмичарског карактера, као и изложба ручних радова. Победник Сабора од 2007. године добија прелазни пехар Злакушки победник који се традиционално преноси од руке до руке победника.
Носиоци Злакушког победника по годинама су:
- 2007. - Женска певачка група Рибашевке – Ужице
- 2008. - Мушка певачка група Луновачка моба – Луново село
- 2009. - КУД Максим Марковић – Косјерић
- 2010. - Куд Максим Марковић – Косјерић
- 2011. - Мушка певачка група КУД-а Севојно – Севојно
- 2012. - Мушка певачка група из Нове Вароши, певање на кајде – Нова Варош
- 2013. - Мушка певачка група из Нове Вароши, певање на кајде – Нова Варош
- 2014. - КУД Опленац – Топола

Трећи дан су сусрети фолклорних ансамбала из Србије и иностранства. Учесници фолклорног фестивала који бораве више дана за време манифестације имају наступе и претходних дана, као и организоване наступе у Ужицу и околини за време трајања манифестације.

### Распевана авлија
„Распевана авлија” први пут је организована 2008. године, као уводно вече за манифестацију „Злакуса у песми и игри“, као вече вокалних солиста који у пратњи оркестра изводе старе српске песме.
Од 2010. године ово вече прераста у такмичарски фестивал за вокалне солисте старости до 19 година. Организује се почетком месеца јула, на летњој сцени у Терзића авлији, у амбијенталном окружењу.

### Међународни ЕКО камп
Одржава се од 2009. године у организацији Етно парка „Терзића авлија“ и Сектора за екологију Етно удружења „Завичај“, у партнерству са Волонтерским сервисом Србије и Младим истраживачима Србије.
Камп окупља студенте волонтере из разних земаља из целог света, који спроводе разне еколошке активности у селу са циљем да се Злакуса прогласи првим чистим еколошким селом у златиборском округу, и шире. Одржава се крајем јуна, почетком јула.
Поред радног дела еко кампа у коме студенти волонтери и млади из локалне заједнице предузимају еколошке активности на чишћењу дивљих депонија, уређењу пешачких стаза и слично, у слободно време волонтери учествују и у брању малина на сеоским домаћинствима, организују им се излети у богато туристичко окружење и држе часови песама и игара ужичког краја. На дан затврања еко кампа страни волонтери обучени у српске народне ношње изводе научене песме и игре пред публиком на летњој сцени Терзића авлије, што увек измами велике аплаузе бројне публике.

### Јесен у Злакуси - Лончаријада
Културно-уметничка манифестација Јесен у Злакуси се одржава од 1992. године. До 2009. године у оквиру ње се одржавала и једна од две међународне колоније керамике а од тада се покреће међународни сајам грнчарије – лончаријада. Пратећи програми су ликовна и фотографска колонија, такмичење у спремању старих јела у злакушком посуђу, турнир у малом фудбалу, такмичење у надвлачењу конопцем, добровољно давање крви, промоције књига и богат културно-уметнички програм.
За време манифестације 2012. године први пут је одржан и округли сто на тему могућности старог грнчарског заната на коме су учествовали поред представника грнчара домаћина из Злакусе, грнчари из Ниша, Пирота, Барајева, Крагујевца, Смедеревске Паланке ... као и ликовна колонија под називом „Осликај лонац“ на коме су учествовали сликари чији задатак је био да осликају грнчарске производе попут лончића и тањира а све са циљем додатног промовисања старог грнчарског заната у Злакуси.

### Ускршњи концерт
Ускршњи концерт Етно удружења “Завичај“ одржава се традиционално од оснивања Удружења, увек на Ускрс или пред Ускрс ... Овај концерт се одржава на летњој позорници Етно парка „Терзића авлија“, уколико временски услови то омогућавају или у Радничком дому у Севојну.
На ускршњем концерту наступају све секције Сектора фолклора за децу – омладински ансамбл, дечији ансамбл, вокални солисти, дечији народни оркестар, дечија фрулашка група, дечија певачка група ... Традиционално, на овом концерту гости Етно удружења "Завичај" су и дечији ансамбли и групе других КУД-ова.

## Галерија
- Основна школа "Алекса Дејовић"